# Hovedserien (1938/1939)
Sezon Hovedserien rozegrany został na przełomie 1938 i 1939 roku. Był to 5. sezon rozgrywek o Mistrzostwo Norwegii w hokeju na lodzie. W rozgrywkach wzięło udział 8 zespołów podzielonych na dwie grupy.

## Sezon zasadniczy
Uczestniczyło w nim 8 drużyn podzielonych na dwie grupy – „zachód” i „wschód”, które rozegrały po 6 spotkań w każdej z grup. Zwycięzcy grup spotkali się w meczu finałowym, w którym rywalizowali o mistrzostwo Norwegii.

### Tabela grupy „zachód”
| Lp. | Zespół        | M | Pkt | W | R | P | G + | G - | +/- |
| --- | ------------- | - | --- | - | - | - | --- | --- | --- |
| 1   | Grane SK      | 6 | 12  | 6 | 0 | 0 | 14  | 2   | +12 |
| 2   | Holmen Hockey | 6 | 6   | 3 | 0 | 3 | 6   | 5   | +1  |
| 3   | B.14          | 6 | 6   | 3 | 0 | 3 | 5   | 7   | -2  |
| 4   | SFK Trygg     | 6 | 0   | 0 | 0 | 6 | 3   | 14  | -11 |

### Tabela grupy „wschód”
| Lp. | Zespół         | M | Pkt | W | R | P | G + | G - | +/- |
| --- | -------------- | - | --- | - | - | - | --- | --- | --- |
| 1   | Hasle-Løren IL | 6 | 9   | 3 | 3 | 0 | 8   | 0   | +8  |
| 2   | Furuset IF     | 6 | 6   | 2 | 2 | 2 | 8   | 9   | -1  |
| 3   | SK Strong      | 6 | 5   | 1 | 3 | 2 | 8   | 8   | 0   |
| 4   | SK Forward     | 6 | 4   | 0 | 4 | 2 | 4   | 11  | -7  |

- = drużyny zapewniające sobie awans do finału
- L = lokata, M = liczba rozegranych spotkań, Pkt = Liczba zdobytych punktów, W = Wygrane, R = Remisy, P = Porażki (ogółem), G+ = Gole strzelone, G- = Gole stracone, +/- Różnica bramek

## Finał
| 21 lutego 1939 | Grane SK | 1:0 | Hasle-Løren IL | Oslo |

|  |  |  |  |  |

| Mistrz Norwegii 1938/1939 |
| --- |
| Grane SK 3. tytuł Skład: Per Dahl, Hans Jensen, Rudolf Eisenhardt, Bjarne By, Ottar Buran, Per Rasmussen, Gustav Edvardsen, Eugen Rasmussen, Eugen Skalleberg, Per Linnæs |